# بث تلفزيون تشوكيو
جي أوه سي إتش دي تي ڤي (القناة 4)، والمعروفة باسم تشوكيو تي ڤي (中京テレビ Chūkyō Terebi، منمق كـتشوكيو تي ڤي)، هي محطة رائدة لمنطقة تشوكيو الحضرية لشبكة أخبار نيبون ونظام شبكة تلفزيون نيبون (NNS)، المملوكة لشركة بث تلفزيون تشوكيو المحدودة (中京テレビ放送株式会社 Chūkyō Terebi-hōsō kabushiki gaisha) واستوديوهاته تقع في شوا-كو، ناغويا، اليابان.

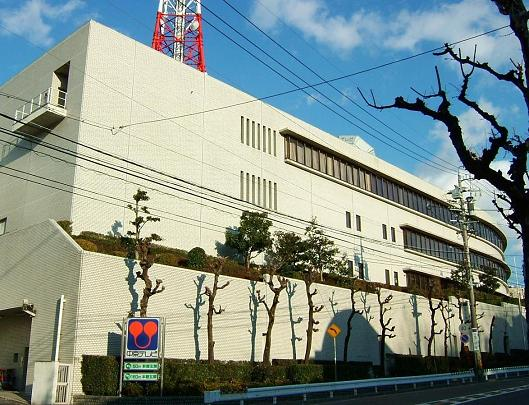
الإدارة الرئيسة السابقة لبث تلفزيون تشوكيو

شركة بث تلفزيون تشوكيو يو إتش إف المحدودة ( 中京ユー・エッチ・エフテレビ放送株式会社, "Chūkyō yū etchi efu terebi hōsō kabushiki gaisha"، الاسم السابق لتلفزيون تشوكيو) عُثرت على ١ مارس، ١٩٦٨. وبدأت بالبث التلفزيوني على ١ أبريل، ١٩٦٩. ومن ثم الشركة تم إعادة تسميتها لـ"شركة بث تلفزيون تشوكيو، (中京テレビ放送株式会社)، ("Chūkyō terebi hōsō kabushiki gaisha")" على ١ أبريل، ١٩٧٠.